# مجلة ستايلس
مجلة ستايلس هي مجلة للموسيقى والأفلام عبر الإنترنت تم إطلاقها في عام 2002. وقد تضمنت الصحافة الموسيقية الطويلة، وأربعة مراجعات موسيقية يومية، ومراجعات للأفلام، وملفات بودكاست، ومدونة MP3، ومدونة نصية.